# Iwanowszczyzna (obwód witebski)
Iwanowszczyzna (biał. Іванаўшчына; ros. Ивановщина) – wieś na Białorusi, w obwodzie witebskim, w rejonie głębockim, w sielsowiecie Hołubicze.

## Historia
W czasach zaborów wieś i folwark w granicach Imperium Rosyjskiego.
W dwudziestoleciu międzywojennym folwark, majątek i wieś leżały w Polsce, w województwie wileńskim, w powiecie dziśnieńskim, do 11 kwietnia 1929 w gminie Dokszyce, następnie w gminie Hołubicze.
Według Powszechnego Spisu Ludności z 1921 roku zamieszkiwało:
- wieś – 243 osoby, 55 było wyznania rzymskokatolickiego a 188 prawosławnego. Jednocześnie 58 mieszkańców zadeklarowało polską przynależność narodową a 185 białoruską. Było tu 46 budynków mieszkalnych[5]. W 1931 w 52 domach zamieszkiwało 251 osób[6].
- majątek – 50 osób, wszystkie były wyznania rzymskokatolickiego. Jednocześnie 13 mieszkańców zadeklarowało polską przynależność narodową a 57 białoruską. Było tu 9 budynków mieszkalnych[5]. W 1931 w 52 domach zamieszkiwało 251 osób[6].
- folwark – 21 osób, 9 było wyznania rzymskokatolickiego, 11 prawosławnego a 1 ewangelickiego. Jednocześnie 16 mieszkańców zadeklarowało polską przynależność narodową a 5 inną (łotewska). Były tu 3 budynki mieszkalne[5]. W 1931 w 2 domach zamieszkiwało 13 osób[6].

Miejscowość należała do parafii rzymskokatolickiej w m. Zaszcześle i prawosławnej w Hołubiczach. Podlegała pod Sąd Grodzki w Głębokiem i Okręgowy w Wilnie; właściwy urząd pocztowy mieścił się w Hołubiczach.